# Harry Smith (generał)

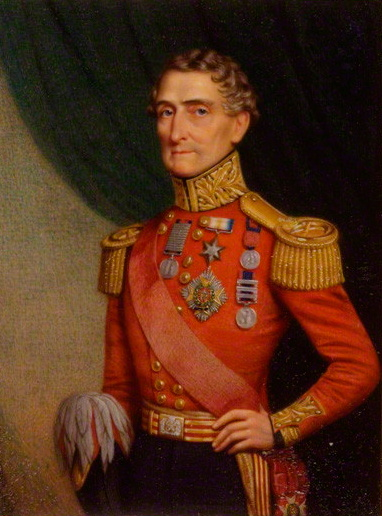
Harry Smith (generał)

Harry George Wakelyn Smith (ur. 28 czerwca 1787 w Whittlesey w okręgu Cambridgeshire, zm. 12 października 1860) – angielski żołnierz i dowódca.
Znany był też jako Sir Harry, szczególnie pamiętany jako bohater bitwy pod Aliwal w Indiach w roku 1846.